# Hippomonavella ramosae
Hippomonavella ramosae is een mosdiertjessoort uit de familie van de Bitectiporidae. De wetenschappelijke naam van de soort is voor het eerst geldig gepubliceerd in 2000 door López de la Cuadra & García-Gómez.